# Bistar (Bosilegrad)
Bistar (cirill betűkkel Бистар, bolgárul Бистър) egy falu Szerbiában, a Pcsinyai körzetben, a Bosilegradi községben.

## Népesség
- 1948-ban 432 lakosa volt.
- 1953-ban 461 lakosa volt.
- 1961-ben 417 lakosa volt.
- 1971-ben 375 lakosa volt.
- 1981-ben 333 lakosa volt.
- 1991-ben 226 lakosa volt
- 2002-ben 174 lakosa volt,[1] akik közül 123 bolgár (70,68%), 33 szerb (18,96%).[2]